# キットソン (ショップ)
キットソン（kitson）は、アメリカ合衆国ロサンゼルス（ウェスト・ロサンゼルス）に本店を持つ、衣類や日用品などを扱うセレクトショップである。本社はロス近郊ウェスト・ハリウッド。
パリス・ヒルトン、ブリトニー・スピアーズ、マイリー・サイラス、リンジー・ローハンなどの顧客を抱えているためセレブ御用達と自称している。

## 沿革
- 2000年3月　ウェスト・ロサンゼルスのロバートソン・ブールバード (ロバートソン通り Robertson Boulevard) に1号店を開業。
- 2008年　グレンデールに初の支店を開業。その後、アナハイムにも支店を開業。
- 2009年3月8日　アメリカ合衆国国外1号店ならびに日本1号店となるルミネ新宿店開業。
- 2010年9月5日　日本初の路面店を、既存のラフォーレ原宿店近く表参道店として開業（翌2011年11月閉店）。
- 2015年12月10日　全米の全事業を終了させることを発表した[1]。

## 国際展開

### 日本
直営店
- ルミネ新宿店 - 2009年3月8日オープン
- ラフォーレ原宿店 - 2009年9月6日オープン、2013年1月閉店
- コレットマーレ みなとみらい店 - 2010年3月19日オープン

その他
- ミーナ福岡天神店 - 2010年3月22日オープン、2011年7月24日閉店
- 表参道店 - 2010年9月5日オープン、2011年11月閉店
- 札幌店 - 2011年4月28日オープン
- レイクタウンアウトレット店 - 2011年4月29日オープン
- キャナルシティ博多イーストビル店 - 2011年9月30日オープン

## 主な販売商品
- バッグ
  - 宝島社が発売している雑誌「Sweet」には不定期でこのキットソンのバッグが付録として入っている。